# بحرین (شورای اتحادیه)
بحرین (به انگلیسی: Bahrain) یک منطقهٔ مسکونی در پاکستان است که در سوات، پاکستان واقع شده‌است.